# Смородина
Сморо́дина (лат. Ríbes) — род двудольных цветковых растений монотипного семейства Крыжовниковые порядка  Камнеломкоцветные, включающий около 200 природных видов. В специализированной ботанической литературе род также встречается как Крыжовник, хотя в настоящее время это название используется обычно лишь в отношении нескольких видов, например, Крыжовника обыкновенного (Ribes uva-crispa).

## Название
Научное латинское название рода происходит от арабского слова Ribas, обозначавшего растение с очень кислыми черешками листьев — ревеня. С приходом арабов в Испанию название было перенесено на кислые плоды произрастающей там смородины.
Русскоязычное родовое название происходит от праславянского корня смород, смрадъ и дано за резкий выраженный запах листьев чёрной смородины.
У Даля также отмечены названия: поре(и)чка юж. (ср. пол. porzeczka «поречка», т. е. растущая вдоль течения); кислица, кислени́ца, кислянка сев. вост.; княженица, княжиха вост.; катыль влд.; лядуница твр.; се́стреница ол.; тю́хтя (белая) нвг.; тараку́шка сиб.
Ср. также словен. grozdičje «гроздичье», т. е. с плодами, растущими гроздьями.

## Ботаническое описание
Виды рода - кустарники с гладкими или шиповатыми побегами. 
Листья очерёдные, пальчато- или дланевидно-лопастные.
Цветы обоеполые или двудомные, пятимерные, собраны в соцветия-кисти. Цветочное ложе вогнутое, сросшееся с завязью (т.н. гипантий) и переходящее по краям в 5, обыкновенно зеленоватых чашелистиков. Лепестков также 5, все свободные. Тычинок столько же. Завязь одногнёздая, по другим данным двугнездая, многосемянная. Столбика два. 

Формула цветка: {\displaystyle \ast K_{4-5}\;C_{4-5}\;A_{4-5}\;G_{(2-4)}}. Структура цветка нестабильная.
Плод — сочная ягода. На вершине сохраняется засохший околоцветник. 

## Распространение и экология
Представители рода встречаются в северной умеренной зоне обоих полушарий, а также в горах Центральной и Южной Америки и Северной Африки. Около 50 видов распространены в Европе, Азии и Северной Америке, причём некоторые спускаются к югу континента по Андам до Магелланова пролива.
В равнине Европейской части России присутствуют 3 дикорастущих вида, на Кавказе — 6, большее число их растёт в Сибири, особенно Восточной.

## Классификация

### Таксономия
Ribes L., 1753, Sp. Pl. : 200
Род Смородина относится к семейству Крыжовниковые (Grossulariaceae) порядка Камнеломкоцветные (Saxifragales). Кладограмма в соответствии с Системой APG IV по состоянию на декабрь 2023 года:
|  |                          |  |                                   |                           |                         |  | еще 14 семейств |               |  |                                                             |
|  |                          |  |                                   |                           |                         |  |                 |               |  |                                                             |
|  |                          |  |                                   | порядок Камнеломкоцветные |                         |  |                 |               |  |                                                             |
|  |                          |  |                                   |                           |                         |  |                 |               |  | 205 подтвержденных видов и 84 вида, ожидающих подтверждения |
|  | клада Цветковые растения |  |                                   |                           | семейство Крыжовниковые |  |                 | род Смородина |  |                                                             |
|  | клада Цветковые растения |  |                                   |                           |                         |  |                 | род Смородина |  |                                                             |
|  |                          |  | ещё 63 порядка цветковых растений |                           |                         |  |                 |               |  |                                                             |
|  |                          |  |                                   |                           |                         |  |                 |               |  |                                                             |

### Виды
Некоторые из них:
- Ribes alpinum L. — Смородина альпийская
- Ribes altissimum Turcz. ex Pojark. — Смородина высочайшая, или чернокислица
- Ribes americanum Mill. — Смородина американская
- Ribes aureum Pursh — Смородина золотистая, или Смородина золотая
- Ribes bracteosum Douglas — Смородина прицветниковая
- Ribes cereum Douglas — Смородина восковая
- Ribes diacanthum Pall. — Смородина двуиглая
- Ribes dikuscha Fisch. ex Turcz. — Смородина дикуша, или алданский виноград
- Ribes divaricatum Douglas
- Ribes fasciculatum Siebold & Zucc. — Смородина пучковатая
- Ribes fragrans Pall. — Смородина душистая
- Ribes gayanum (Spach) Steud. — Смородина Гея
- Ribes glaciale Wall. — Смородина ледяная
- Ribes glandulosum Grauer — Смородина железистая
- Ribes heterotrichum C.A.Mey. — Смородина разноволосая
- Ribes horridum Rupr. — Смородина ощетиненная
- Ribes janczewskii Pojark. — Смородина Янчевского
- Ribes komarovii Pojark. — Смородина Комарова
- Ribes lacustre (Pers.) Poir. — Смородина озёрная
- Ribes latifolium Jancz. — Смородина широколистная
- Ribes laurifolium Jancz. — Смородина лавролистная
- Ribes malvifolium Pojark. — Смородина мальволистная
- Ribes mandschuricum (Maxim.) Kom. — Смородина маньчжурская
- Ribes meyeri Maxim. — Смородина Мейера
- Ribes multiflorum Kit. ex Schult. — Смородина многоцветковая
- Ribes nigrum L. — Смородина чёрная
- Ribes orientale Desf. — Смородина восточная
- Ribes palczewskii (Jancz.) Pojark. — Смородина Пальчевского
- Ribes pauciflorum Turcz. ex Pojark. — Смородина малоцветковая
- Ribes petraeum Wulfen — Смородина скальная
- Ribes procumbens Pall. — Смородина моховая, или Смородина лежачая
- Ribes pulchellum Turcz. — Смородина красивая
- Ribes rubrum L. typus[1] — Смородина красная
- Ribes sachalinense (F.Schmidt) Nakai — Смородина сахалинская

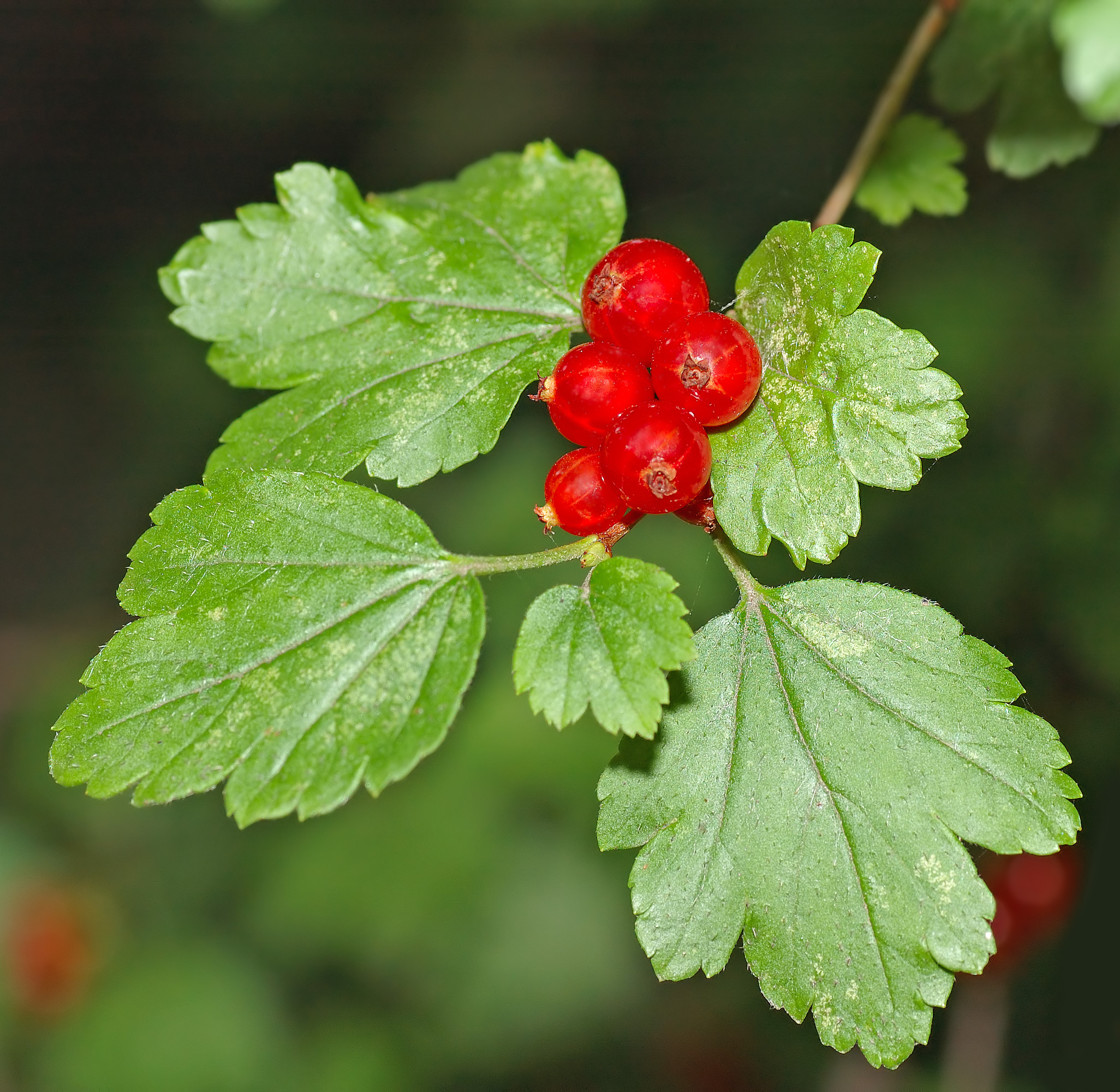
Смородина альпийская

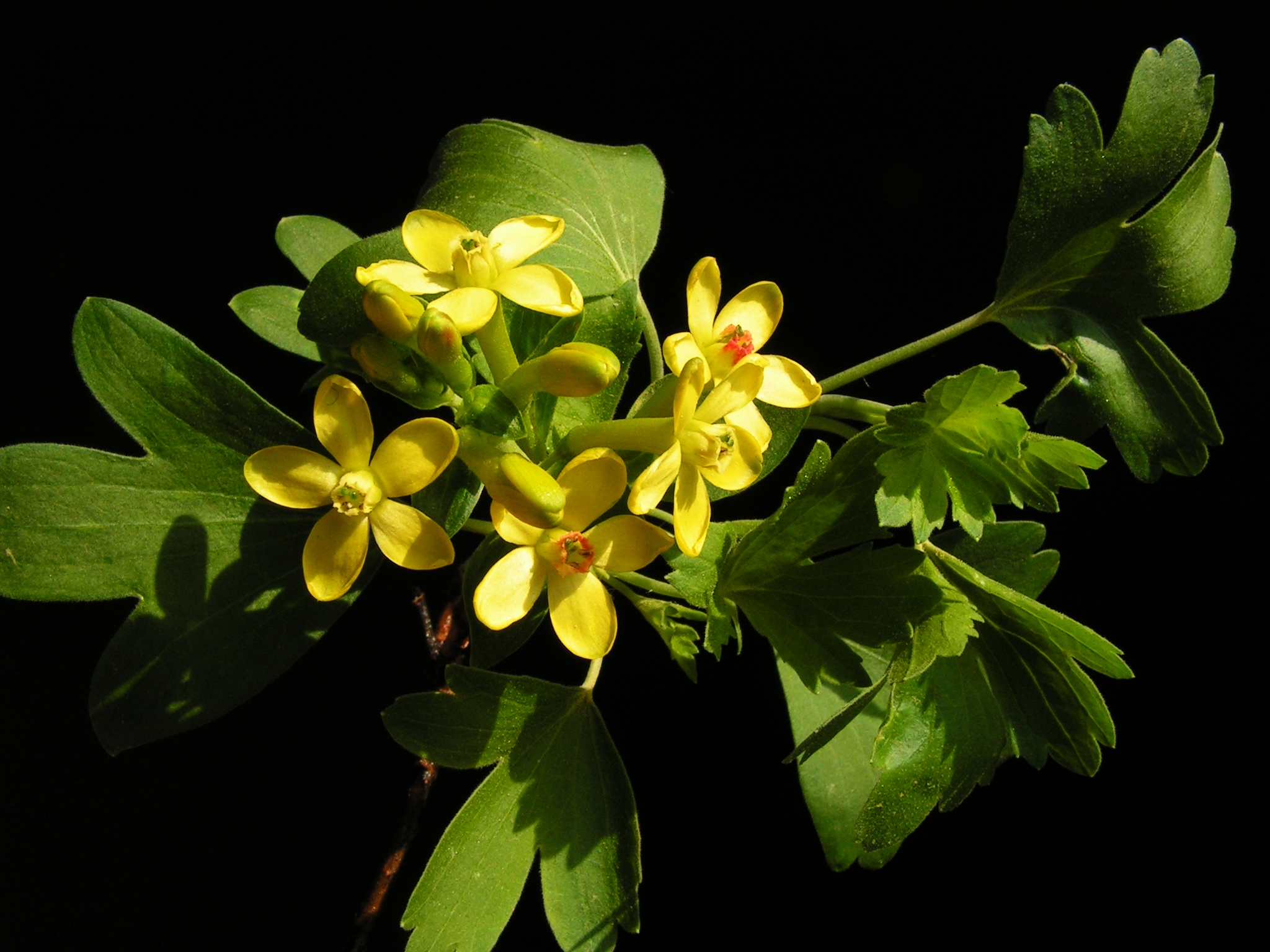
Смородина золотистая

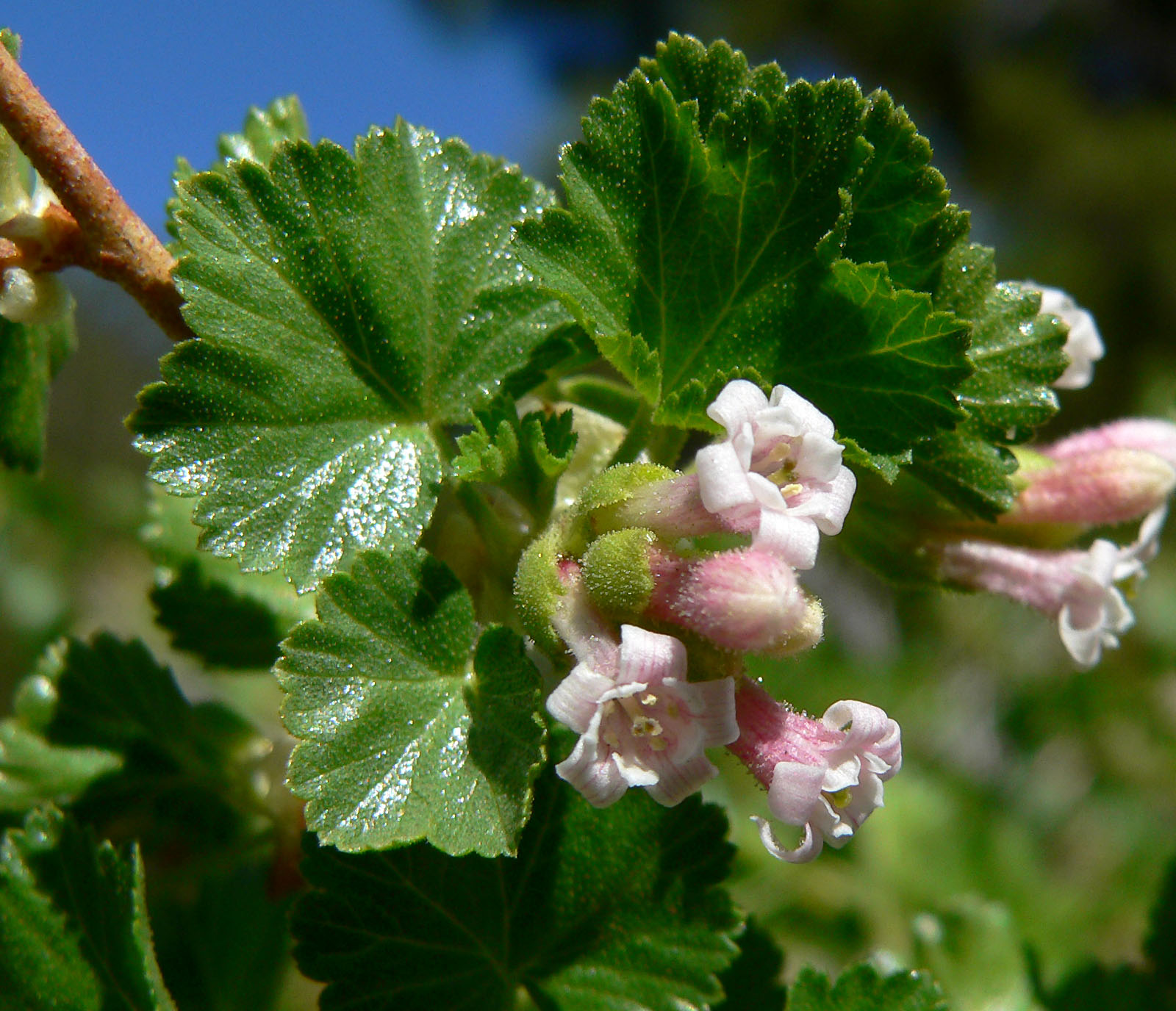
Смородина восковая

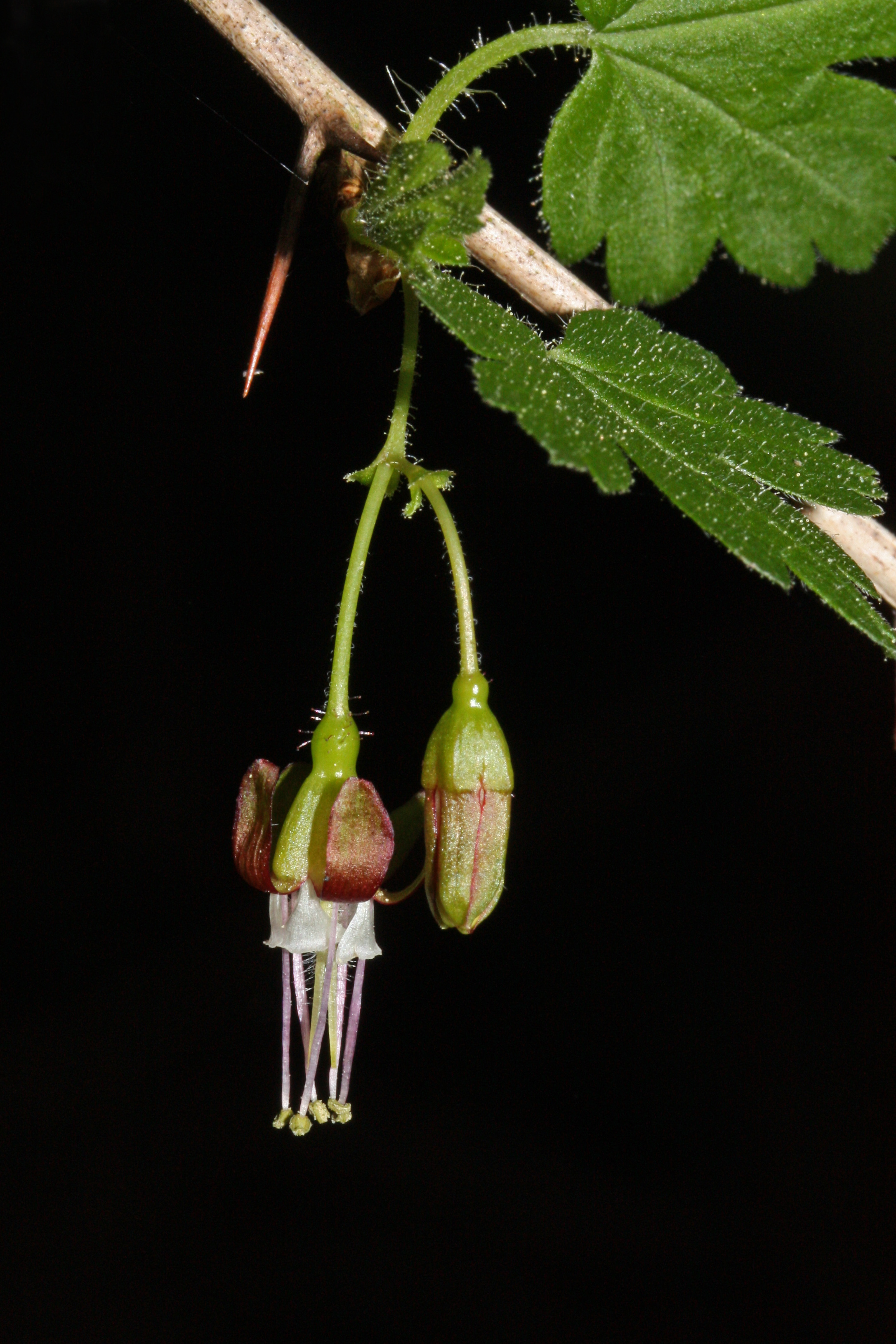
Смородина растопыренная

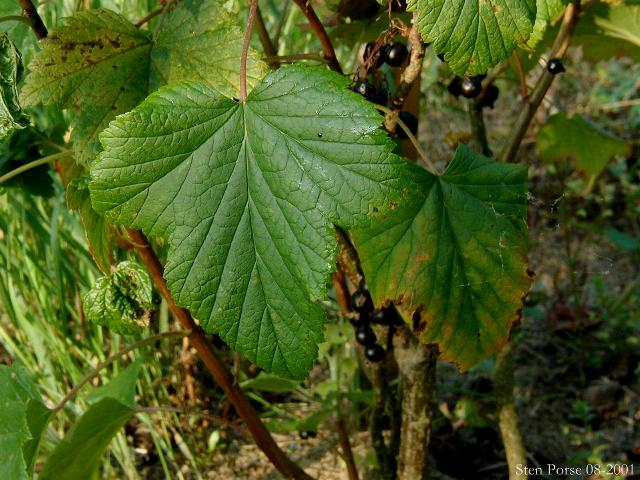
Смородина чёрная

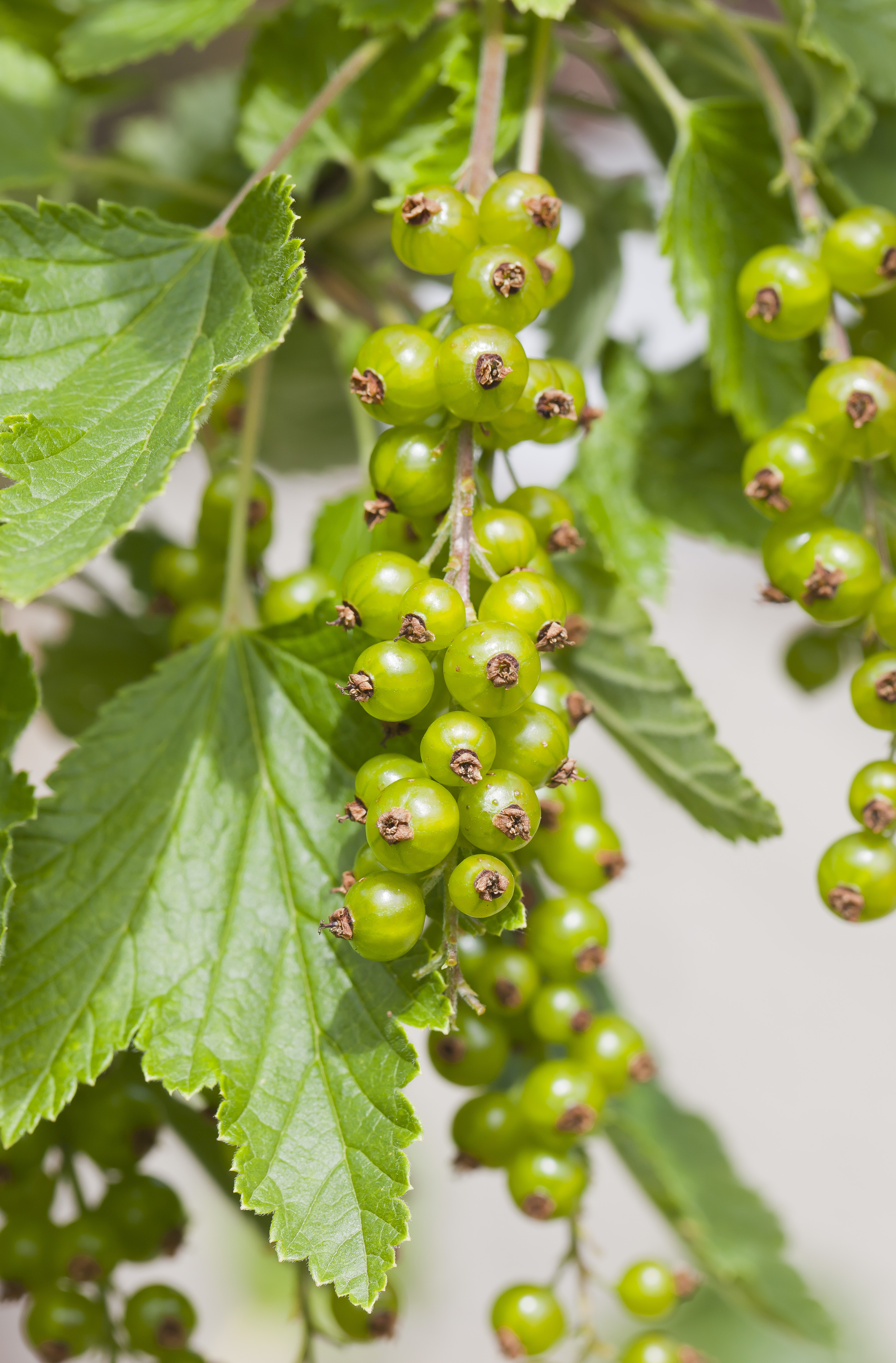
Смородина красная

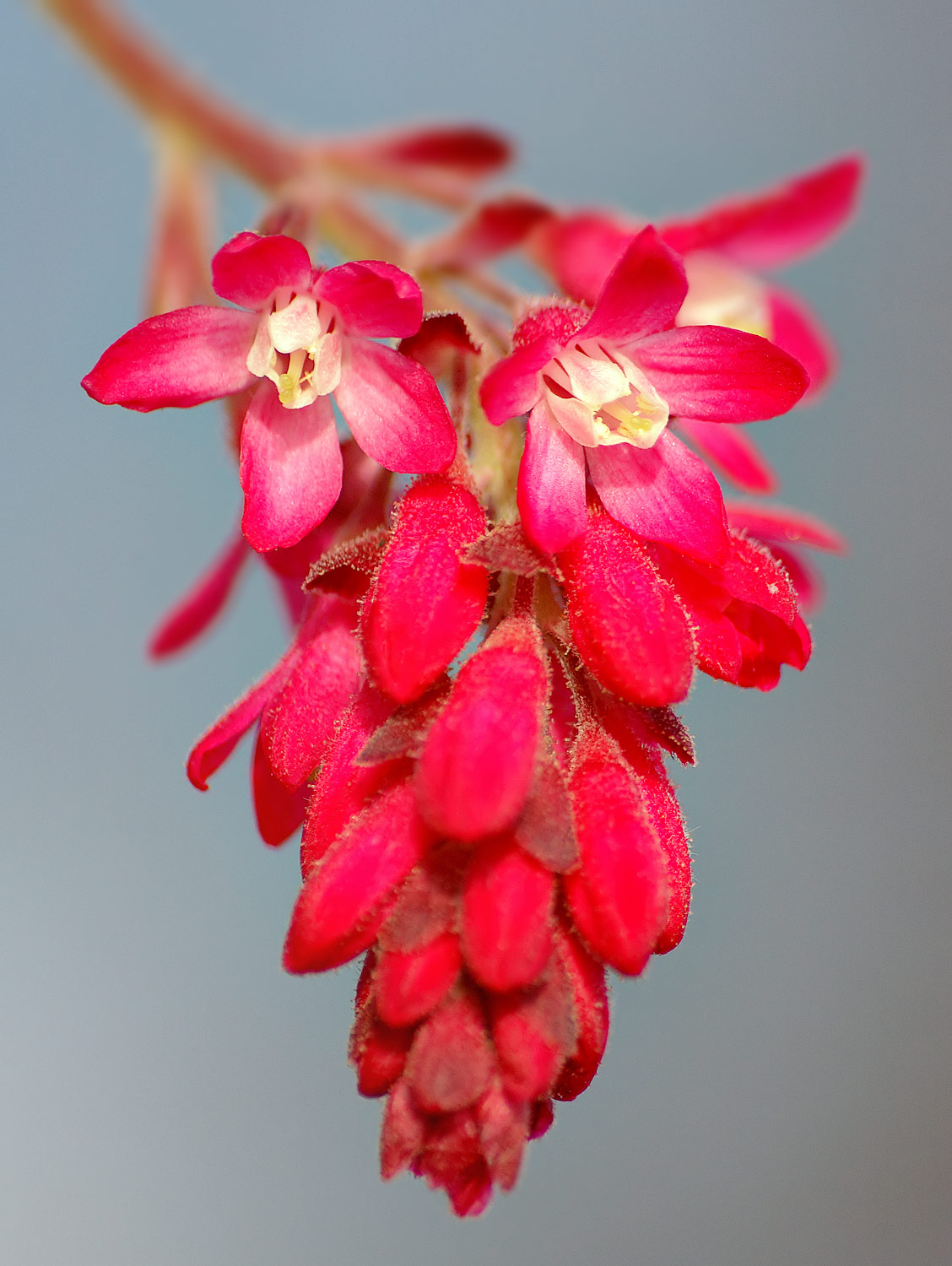
Смородина кроваво-красная

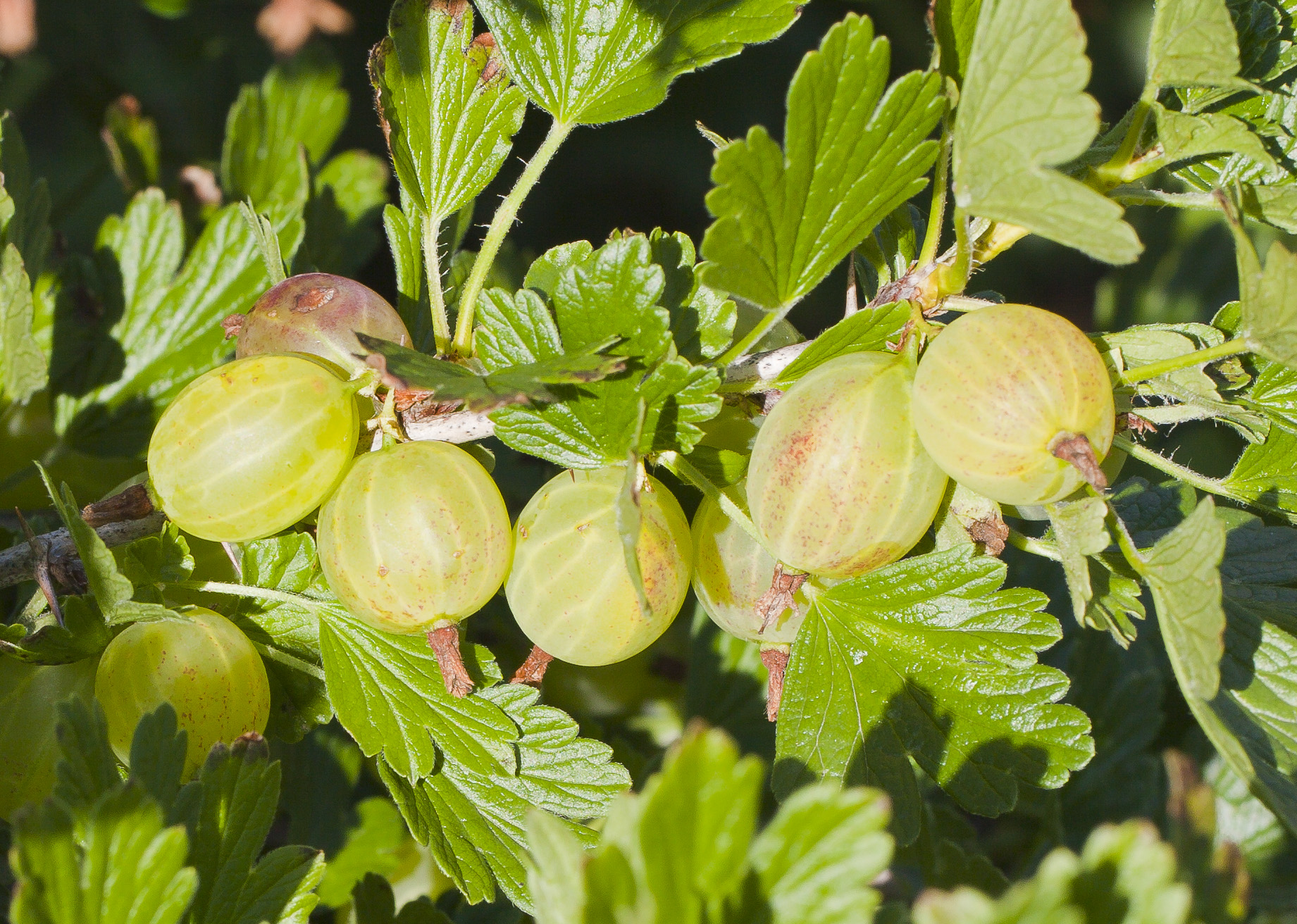
Крыжовник обыкновенный

- Ribes sanguineum Pursh — Смородина кроваво-красная
- Ribes sardoum Martelli[англ.]
- Ribes saxatile Pall. — Смородина каменная
- Ribes spicatum E.Robson — Смородина колосистая
- Ribes triste Pall. — Смородина печальная
- Ribes ussuriense Jancz. — Смородина уссурийская
- Ribes uva-crispa L. — Крыжовник обыкновенный, или Смородина кудрявая

### Гибриды
В культуре выращиваются многочисленные межвидовые гибриды:
- Ribes ×arcuatum Jancz. — Межвидовой гибрид Ribes hirtellum и Ribes missouriense
- Ribes ×bethmontii Jancz. — Межвидовой гибрид Ribes malvaceum и Смородины кроваво-красной
- Ribes ×carrierei C.K.Schneid. — Межвидовой гибрид Смородины чёрной и Смородины кроваво-красной
- Ribes ×culverwellii Macfarl. — Межвидовой гибрид Смородины чёрной и Крыжовника обыкновенного
- Ribes ×fuscescens — Межвидовой гибрид Ribes bracteosum и Смородины чёрной
- Ribes ×futurum Jancz. — Межвидовой гибрид Смородины красной и Ribes warszewiczii
- Ribes ×gordonianum Lem. — Межвидовой гибрид Смородины душистой и Смородины кроваво-красной
- Ribes ×holosericeum — Межвидовой гибрид Смородины скальной и Смородины колосистой
- Ribes ×innominatum Jancz. — Межвидовой гибрид Крыжовника растопыренного и Крыжовника обыкновенного
- Ribes ×koehneanum Jancz. — Межвидовой гибрид Ribes multiflorum и Смородины красной
- Ribes ×nidigrolaria Rud.Bauer & A.Bauer — Йошта, межвидовой гибрид Смородины чёрной, Крыжовника обыкновенного и Крыжовника растопыренного
- Ribes ×robustum Jancz. — Межвидовой гибрид Ribes niveum и Ribes inerme
- Ribes ×rusticum Jancz. — Межвидовой гибрид Крыжовника обыкновенного и Ribes hirtellum
- Ribes ×succirubrum Zabel ex Jancz. — Межвидовой гибрид Крыжовника растопыренного и Ribes niveum

## Значение и применение
Сорта некоторых видов и межвидовые гибриды широко выращиваются в качестве ягодных плодовых культур. Кроме употребления непосредственно в пищу свежих ягод, из них готовят варенье, компот, желе, пастилу, мармелад, сиропы и алкогольные напитки (вина, брагу). Листья и плоды смородины используются для приготовления отваров и чаёв, в качестве вкусовой добавки к мясу и рыбе.
Многие виды смородины — медоносные растения.
Сок чёрной смородины используется для приготовления естественных пищевых красителей.
Представители рода являются промежуточным хозяевами гриба Cronartium ribicola, вызывающего пузырчатую ржавчину сосен.

## Мировое производство
Россия и Польша являются крупнейшими производителями смородины в мире. 
Крупнейшие производители смородины (тонн).
| Номер | Страна         | 1992   | 2013   | 2023   |
| ----- | -------------- | ------ | ------ | ------ |
| 1     | Россия         | 155000 | 372700 | 531240 |
| 2     | Польша         | 213406 | 198459 | 129700 |
| 3     | Украина        | 17992  | 26610  | 22840  |
| 4     | Великобритания | 30800  | 16986  | 15326  |
| 5     | Франция        | 9781   | 10946  | 12890  |
| 6     | Германия       | 170000 | 12658  | 12600  |
| 7     | Нидерланды     | 1600   | 6155   | 7760   |
| 8     | Новая Зеландия | 2700   | 9348   | 4963   |
| 9     | Австрия        | 21710  | 2798   | 3430   |
| 10    | Литва          | 2647   | 2700   | 2720   |
| 11    | Азербайджан    | 300    | 2000   | 2244   |
| 12    | Венгрия        | 15844  | 3380   | 2230   |
| 13    | Узбекистан     | 1000   | 1600   | 1669   |